# 史渙
史渙（？—209年），字公劉。豫州沛國人，東漢末年曹操屬下武將。《三國志》及《後漢書》俱無其傳，唯裴松之注《三國志》時引魚豢《魏略》才有記載其傳記。《三國志魏書·諸夏侯曹傳》韓浩傳中記載韓浩與史渙因忠勇而聞名。韓浩官至中護軍，史渙官至中領軍，皆掌禁兵，封列侯。

## 生平

### 追擊眭固
史渙少年時就已經有任俠之風，而且有雄壯的氣概。在曹操開始發跡的時候，史渙就以門客的身份跟從曹操，職任中軍校尉。此後史渙就一直隨著曹操東征西討，多立戰功，雖然很少獨領一軍，然而卻經常擔任監軍的角色，可見曹操對其相當信賴，更轉拜史渙為中領軍。史渙的地位約與韓浩相當，二人均為曹操的親信隨從，以忠勇聞名，共同掌管禁兵，封列侯。至於領兵征伐方面，史渙則多從曹仁、徐晃二將出陣。
建安四年（公元199年），東漢大司馬張楊為其部將楊醜所殺，楊醜正要舉眾向曹操投降之際，其部將眭固又將楊醜殺掉，並計劃投奔袁紹。其時眭固軍隊正屯於射犬（今河南省武陟縣西北）一帶，曹操見狀便派遣史渙與曹仁、徐晃渡過黃河追擊眭固。眭固自知不敵，正欲自往袁紹處求救，卻與曹軍相遇於犬城，結果史渙與曹仁大破眭固，斬其首級，盡降其軍。此役是史渙功勳最著的一場戰事，其事散見於〈武帝紀〉、〈曹仁傳〉、〈徐晃傳〉。

### 官渡燒糧
官渡之戰期間，袁紹派遣部將韓荀，正要從西道鈔擊曹軍，卻於雞洛山遭到曹仁截擊，於是袁紹再不敢行分兵鈔道之計。乘此優勢，史渙便與曹仁、徐晃一起鈔截袁紹的運糧車，燒其糧草，大力打擊袁軍的士氣。曹操擊敗袁紹後，繼續追擊袁氏於柳城，史渙認為袁軍深入的決定潛伏著一定的危險性，欲與韓浩一起進諫，然而韓浩卻指我軍現今士氣如虹，勢如破竹，作為領導中軍的將領不宜打擊軍隊士氣為由作罷。雖然後來曹操的確能成功攻取柳城，但此事亦可看出史渙為人的謹慎。
建安十四年（公元209年），史渙逝世，其子史靜嗣其職爵。

## 小說中的史渙
在小說《三國演義》中，史渙出場次數並不多，其初登場於第十九回，便已奉曹操命追斬眭固於犬城；其後史渙多作為徐晃部將登場，在第三十回中史渙從征袁紹，一次巡軍時檢獲袁軍細作，得知敵將韓猛將送運糧草以供軍用。荀攸即建議曹操派徐晃、史渙往截軍糧，兩軍接戰後，徐晃敵住韓猛，史渙則負責殺散人夫，放火燒糧，立下大功。然而在次回中，史渙在與袁尚的交戰中，被其引弓搭箭背射，擊中左目，墜馬而死。

## 備註
1. ↑  此字應為「荀」字下方作一「大」字，《資治通鑑》則作「韓猛」，裴松之注〈荀攸傳〉指：「案諸書，韓荀或作韓猛，或云韓若，未詳孰是。」